# Peter Clarke (calciatore)
Peter Clarke (Southport, 3 gennaio 1982) è un calciatore inglese, difensore del Warrington Town.

## Caratteristiche tecniche
È un difensore centrale.

## Carriera

### Club
Clarke inizia la sua carriera calcistica nelle file dell'Everton, con il quale esordisce in Premier League, con i Toffees disputerà 9 partite nel massimo campionato inglese.
Nel corso della sua permanenza a Liverpool, Clarke viene girato in prestito a diversi club di serie minori: nel 2002 al Blackpool, l'anno dopo al Port Vale ed infine al Coventry City. Con queste squadre Clark disputerà 24 incontri segnando 4 reti.
Nel 2004 passa definitivamente al Blackpool, club che non lo aveva dimenticato, giocando 84 partite e siglando 11 reti, suo record personale in campionato.
Due anni dopo passa al Southend Utd, club appena promosso in Championship per la stagione 2006-2007 non riuscendo ad evitare la retrocessione in Football League One.
Nel 2009 viene acquistato dall'Huddersfield Town, con il quale vinse ai rigori la finalissima per la promozione in Football League Championship nella stagione 2011-2012.

### Nazionale
Tra il 2002 ed il 2003 ha giocato complessivamente 8 partite con la nazionale inglese Under-21.